# Fousseiny Tangara
Fousseiny Tangara (ur. 12 czerwca 1978 w Bamako) – piłkarz malijski grający na pozycji bramkarza.

## Kariera klubowa
Karierę piłkarską Tangara rozpoczął we Francji, w klubie FC Versailles. Grał w nim w latach 1998–1999, a następnie odszedł do CA Paris-Charenton. Z kolei w sezonie 2000/2001 grał w innym amatorskim klubie FC Les Leillas. W latach 2001–2005 bronił bramki FC Mantes, a w 2005 roku odszedł do drugoligowego Amiens SC. W 2007 roku został zawodnikiem innego drugoligowca, FC Gueugnon, a w sezonie 2008/2009 grał w trzecioligowym AS Beauvais. Od lata 2009 pozostaje bez przynależności klubowej.

## Kariera reprezentacyjna
W reprezentacji Mali Tangara zadebiutował w 2004 roku. W 2004 roku został powołany do kadry na Puchar Narodów Afryki 2004, na którym Mali zajęło 4. miejsce. Był tam rezerwowym bramkarzem dla Mahamadou Sidibè i nie rozegrał żadnego spotkania. W latach 2004–2006 wystąpił we 12 meczach kadry narodowej.